# Messondo
Messondo es una comuna camerunesa perteneciente al departamento de Nyong-et-Kéllé de la región del Centro.
En 2005 la comuna tiene 14 139 habitantes.
Se ubica unos 100 km al oeste de la capital nacional Yaundé.

## Localidades
Comprende, además de Messondo, las siguientes localidades:
- Badjob
- Bidjocka
- Bilagal
- Bodi
- Ekok Boum
- Hikoa Malep
- Kelle-Mpeck
- Kelle Ndongond
- Kelle Ndongond
- Kumul
- Libog
- Likouck
- Mahos
- Makot
- Manoyoï
- Mbenga
- Mbenguè
- Mboui
- Ndog Bessol
- Ndog Mayogui
- Ndong-Lien
- Ngongos
- Nguibassal
- Ntogo
- Pomlep
- So-Hianga
- Sodibanga
- Sokelle
- Song Lipem
- Song Mandeng
- Song-Mbong
- Song-Ntoume
- Tayap
- Timalom
- Tomel